# Галдіманд (графство, Онтаріо)
Галдіманд (англ. Haldimand County) — Однорівневий муніципалітет у провінції Онтаріо, Канада. Галдіманд розташований на Ніагарській півострові, південному Онтаріо, на північному березі озеро Ері, а на Гранд Річка. Муніципальні офіси розташовані в Каюга.
Місто має 44 876 мешканців (2001) і займає площу в 1,252.37 км2. Середня щільність населення становить 34,9 чоловік на км2. Галдіманд становить 42 найбільший центр в Онтаріо і 103 в Канаді.

## Історія
Галдіманд було засновано в 2001, шляхом від'єднання регіону Галдіманд-Норфолк. Регіон, у свою чергу, був створений в 1974 з графств Галдіманд і Норфолк.

## Населення
Галіманд охоплює 21 місто:
- Бальмора (англ. Balmoral[d])
- Каледонія (англ. Caledonia[en])
- Канаборо (англ. Canaborough)
- Канфілд (англ. Canfield[d])
- Каюга (англ. Cayuga[en])
- Чипсайд (англ. Cheapside[d])
- Декесвіль (англ. Decesville)
- Емпейр-Корнерс (англ. Empire Corners[d])
- Фишервіль (англ. Fisherville[d])
- Гарнет (англ. Garnet[d])
- Гагерсвіль (англ. Hagersville[en])
- Джарвес (англ. Jarvis[en])
- Коглер (англ. Kohler[d])
- Нантікок (англ. Nanticoke[en])
- Нелелс (англ. Nelels Corners)
- Рейнгам-Центр (англ. Rainham Centre[d])
- Селкер (англ. Selkir)
- Спингвіль (англ. Springville)
- Тойнсенд (англ. Townsend[en])
- Вилло-Гроав (англ. Willow Grove[d])
- Йорк (англ. York[d])